# Matuloun
Der Matuloun ist ein 1030 m hoher Berg in Osttimor. Er befindet sich in der Aldeia Raifun Foho, im Südosten des Sucos Raifun (Verwaltungsamt Maliana, Gemeinde Bobonaro). Östlich flankiert ihn im Suco Ritabou der Lolo Uat (830 m). Zwischen den beiden Gipfeln fließt der Anasola, eine Zufluss des Marobo.
Am Westhang des Matuloun liegt das Dorf Raifun Foho.